# Anízio Carvalho
Anízio Circuncisão de Carvalho conhecido como Anízio Carvalho (nascido 23 de Fevereiro de 1930, na cidade de Conceição de Feira/BA), é um repórter fotográfico e jornalista baiano considerado o profissional que exerceu por maior tempo a atividade no Brasil. Foram cerca de sessenta anos dedicados a arte da fotografia. Durante esse período Anízio registrou diversos momentos importantes para a história do Estado da Bahia e do Brasil.

## Biografia
Nascido em uma família humilde, Anízio sempre sonhou em ter uma vida diferente daquela que seus pais levavam. Por isso, mudou-se para Salvador ainda com 11 anos de idade. Na década de 40, começou a trabalhar na casa da família Rosenberg e ganhou a afeição de Leão Rosenberg, que na época começava a aventurar-se na fotografia. Dele ganhou sua primeira câmera e também um emprego como laboratorista.
Indicado por um amigo, passou a trabalhar na UDN (União Democrática Nacional) cobrindo a campanha do então candidato ao governo da Bahia Juracy Magalhães, que lhe prometeu a vaga de fotógrafo oficial do governo caso fosse eleito. Em 1959, com Juracy Magalhães assumindo o governo da Bahia, Anízio Carvalho foi efetivado no Serviço de Divulgação do Governo.
Em paralelo ao trabalho na eleição, Anízio começou a trabalhar como fotojornalista no Jornal da Bahia, onde ganhou reconhecimento internacional. Acompanhou e fotografou acontecimentos notáveis, tanto no Estado quanto no resto do país, como dois grandes incêndios que ocorreram na cidade de Salvador (no antigo Mercado Modelo e na Rua Chile) e a histórica visita da Rainha Elizabeth II, quando fez um registro informal não-autorizado da rainha britânica.